# Estación Ubajay
Ubajay es la estación de ferrocarril de la localidad homónima, provincia de Entre Ríos, República Argentina. El ramal fue abierto el 5 de enero de 1915.
Se encuentra precedida por la Estación Martiniano Leguizamón y le sigue la Estación Pedernal. La estación fue clausurada el 5 de noviembre de 1991 al cerrarse el ramal.